# Parafia św. Łukasza Ewangelisty i św. Rity w Bydgoszczy
Parafia Świętego Łukasza Ewangelisty i Świętej Rity w Bydgoszczy – rzymskokatolicka parafia w Bydgoszczy, erygowana w 1992 roku. Należy do dekanatu Bydgoszcz V.

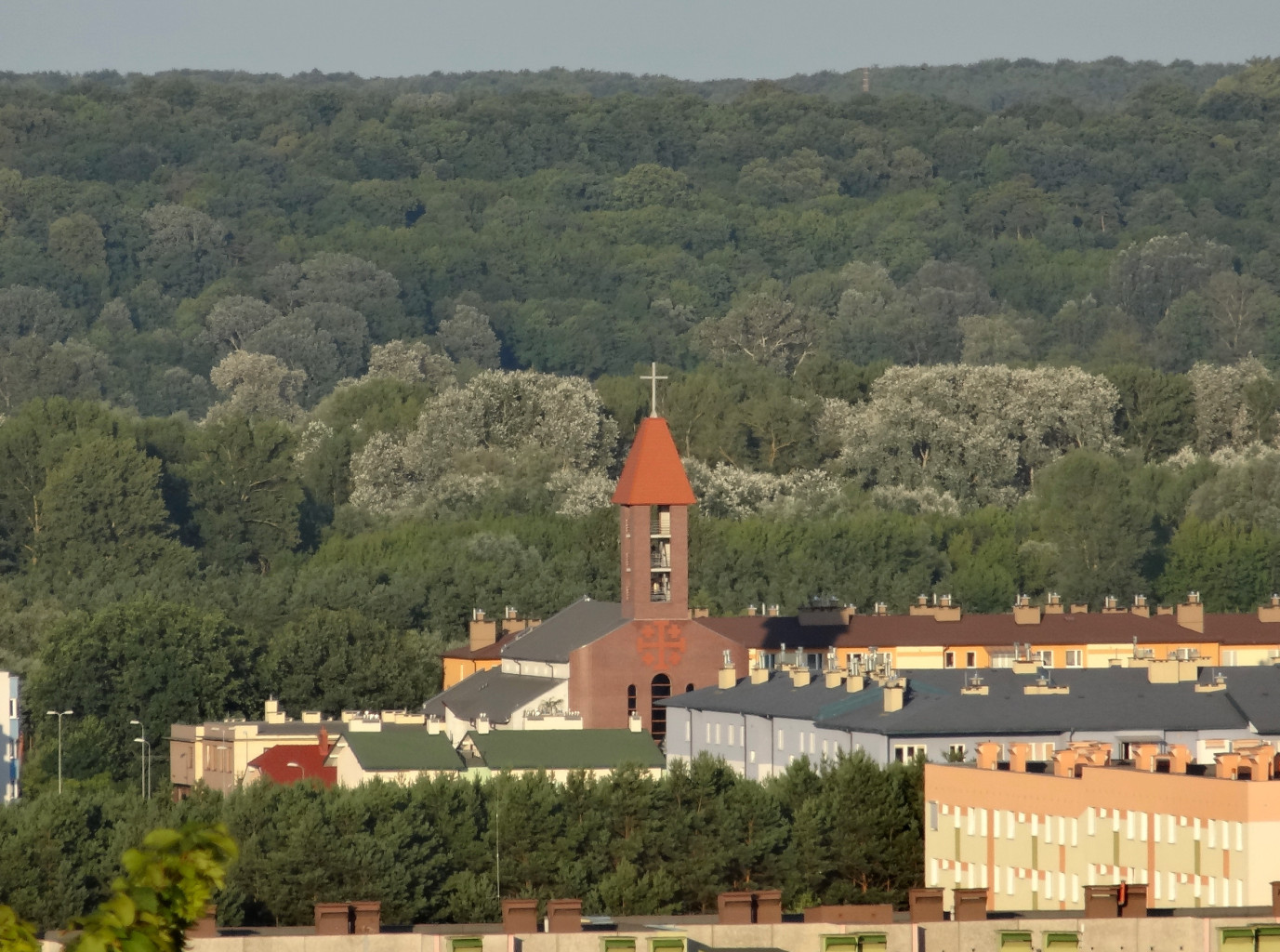
Widok kościoła ze Zbocza Fordońskiego

Kościół parafialny jest diecezjalnym ośrodkiem kultu św. Rity (od 22 maja 2022 z formalnym statusem Sanktuarium Diecezjalnego). Znajdują się tu jej relikwie, a co miesiąc odbywają się nabożeństwa nazywane spotkaniami ze św. Ritą. 22 maja 2020 została współpatronką parafii św. Łukasza Ewangelisty.